# Vol Allied Air 111
Le 2 juin 2012, un Boeing 727 cargo assurant le vol Allied Air 111, un vol de transport de fret, exploité par la compagnie aérienne nigériane Allied Air (en), reliant Lagos, au Nigeria, à Accra, au Ghana, s'est écrasé lors de l'atterrissage à l'aéroport international de Kotoka. Les 4 membres d'équipage à bord de l'avion ont survécu, mais 10 personnes au sol ont été tuées dans le crash. Il s'agit du deuxième accident aérien le plus meurtrier de l'histoire du Ghana.

## Accident
Le vol 111 d'Allied Air (en) est un vol cargo reliant l'aéroport international Murtala-Muhammed à l'aéroport international de Kotoka, avec 4 membres d'équipage à bord. Il décolle de Lagos à 19 h 4 et est autorisé à monter au niveau de vol 240 (24 000 pieds ou 7 300 m d'altitude). Le vol est effectué selon les règles de vol aux instruments (IFR). Le contrôle aérien signale également la présence de turbulences dans le secteur.
Alors que l'appareil est en approche d'Accra, l'équipage reçoit l'ordre de descendre à 2 000 pieds (610 m) d'altitude, puis de remonter à 3 000 pieds (910 m) en raison du relief prés de l'aéroport. Lors de l'approche, le commandant de bord décide d'effectuer l'approche en se servant du système d'atterrissage aux instruments (ILS). Cependant, il déconnecte ensuite le pilote automatique et décide d'effectuer l'approche manuellement.
Lors de l'atterrissage sur la piste 03, l'avion rencontre des conditions météorologiques de vol aux instruments (IMS), avec de la pluie battante et une visibilité quasi nulle. L'atterrissage devient alors instable et l'avion se pose à une vitesse de 167 nœuds (309 km/h). Les inverseurs de poussée et le système de freinage de l'appareil sont déployés, mais s'avèrent inefficaces. Le train avant reste en l'air et n'e touche pas le sol jusqu'à ce que l'avion percute la clôture en périphérie de l'aéroport.
L'appareil sort alors de la piste, percutant les feux du seuil de piste, ainsi que les antennes ILS, dont les débris heurtent un taxi à proximité, blessant son occupant. L'avion traverse ensuite une route passante, en percutant un minibus, dont les 10 occupants sont tués sur le coup, avant de finalement s'arrêter près d'un complexe sportif, à 350 m du seuil de la piste. 
Les 4 membres d'équipage ont survécu à l'accident, avec seulement des blessures mineures.

## Enquête
L'enquête, menée par la commission d'enquête sur les accidents du gouvernement ghanéen, conclu que la cause principale de l'accident est une erreur du pilotage. Les pilotes ont atterri beaucoup trop loin par rapport au seuil de la piste 03. La distance de piste restante était insuffisante pour permettre à l'avion de s'immobiliser avant la fin de la piste. L'enquête révèle également que les 2 pilotes ont décidés de poursuivre l'approche au lieu d'effectuer une remise de gaz, qui aurait été plus approprié au vu des conditions météorologiques. L'équipage a également oublié de déployé les aérofreins, ce qui a grandement réduit les chances d'arrêter l'appareil avant la sortie de piste.